# نیمه‌شب در پاریس
نیمه‌شب در پاریس (به انگلیسی: Midnight in Paris) فیلمی کمدی-رمانتیک-فانتزی به نویسندگی و کارگردانی وودی آلن است. فیلم چاشنی‌های نوستالژیک و اگزیستانسیالیسم دارد و برپایه این ایده پرداخت شده که انسان هرگز از زمان حال راضی نیست و گذشته‌ها را رمانتیک‌تر، ناب‌تر، و برای زندگی بهتر می‌داند. این فیلم در هشتاد و چهارمین دوره جوایز اسکار، برندهٔ جایزهٔ اسکار بهترین فیلم‌نامهٔ اوریژینال شده‌ است.

## داستان
جیل (اوون ویلسون) به همراه همسر و پدر و مادرزنش به پاریس سفر می‌کند و شدیداً تحت تأثیر شهر و زیبایی‌هایش قرار می‌گیرد. اما همسرش، اینز (ریچل مک‌آدامز) و بقیهٔ خانواده، چنین احساسی ندارند. همزمان، جیل به فکر کار کردن روی رمانش با موضوع نوستالژی است.
آنها در پاریس با دوستان قدیمی اینز (پائول و کارول) برخورد می‌کنند. اینز که دوست قدیمی پائول بوده، او را فردی باهوش می‌داند و ترجیح می‌دهد بیشترِ وقتش را همراه با او بگذراند. جیل، شب را در خیابان‌های پاریس قدم می‌زند و جلو کلیسایی با صدای زنگ نیمه‌شب ماشینی قدیمی می‌آید و او را به قرن ۲۰ و دورانی که برای جیل رؤیایی است می‌برد. جیل در آن زمان، با نویسنده‌ها و هنرمندان آن دوره ملاقات می‌کند. در آن دوران با دختری ملاقات می‌کند که قرن ۱۹ را دوران طلایی برای زندگی می‌داند. هنگامی که به همراه او به سال ۱۸۹۰ می‌رود، با هنرمندانی مواجه می‌شود که دوست دارند در رنسانس زندگی کنند.